# The Score (album Fugees)
The Score – drugi i ostatni album studyjny hip-hopowego tria Fugees, wydany na całym świecie 13 lutego 1996 roku nakładem wytwórni Columbia Records. Album charakteryzuje się szeroką gamą sampli oraz żywych instrumentów muzycznych, cechując się brzmieniem typowym dla alternatywnego hip-hopu, który zdominował scenę hip-hopową w połowie i pod koniec lat 90. Za warstwę muzyczną na The Score odpowiadają głównie sami członkowie Fugees, Jerry Duplessis oraz dodatkowo Salaam Remi, John Forté, Diamond D i Shawn King. Na albumie gościnne zwrotki dograli członkowie grupy Outsidaz: Rah Digga, Young Zee i Pacewon, jak również Omega, John Forté i Diamond D. Większość edycji albumu zawiera cztery dodatkowe utwory w tym trzy remiksy „Fu-Gee-La” oraz krótki akustyczny utwór Wyclef Jeana zatytułowany „Mista Mista”.
The Score odniósł komercyjny sukces plasując się zarówno na pierwszym miejscu zestawienia Billboard 200 jak i Top R&B/Hip-Hop Albums (album był numerem jeden w ogólnym, końcowym zestawieniu 1996 roku). Również wszystkie single: „Killing Me Softly”, „Fu-Gee-La” i „Ready or Not” osiągnęły duży sukces na listach przebojów i pomogły grupie zyskać światową rozpoznawalność. 3 października 1997 roku, Recording Industry Association of America (RIAA) ogłosiło, że The Score uzyskał status sześciokrotnej platyny. Otrzymując w większości pochlebne recenzje po swojej premierze, płyta przez lata określana była w wielu publikacjach jak i przez krytyków muzycznych jako jeden z najlepszych albumów wydanych w latach 90., jak również jeden z najlepszych albumów hip-hopowych wszech czasów. W 1998, gazeta The Source umieściła album na liście 100 najlepszych płyt hip-hopowych, a w 2003 roku, magazyn Rolling Stone uwzględnił go na 477 miejscu swojego zestawienia 500 albumów wszech czasów.
W Polsce album osiągnął status platynowej płyty.

## Lista utworów
1. Red Intro – 1:51
2. How Many Mics – 4:30
3. Ready or Not – 3:47
4. Zealots – 4:20
5. The Beast – 5:37
6. Fu-Gee-La – 4:20
7. Family Business – 5:44
8. Killing Me Softly With His Song – 4:58
9. The Score – 5:02
10. The Mask – 4:50
11. Cowboys – 5:22
12. No Woman, No Cry – 4:32
13. Manifest/Outro – 5:59
14. Fu-Gee-La – 4:25
15. Fu-Gee-La – 5:26
16. Mista Mista – 2:44

## Notowania
| Kraj/Region | Pozycja | Status | Sprzedaż |
| ----------- | ------- | ------ | -------- |
| Węgry       | 1       |        |          |